# 尖萼厚皮香
尖萼厚皮香（学名：Ternstroemia luteoflora）为山茶科厚皮香属下的一个种。

## 扩展阅读
- 維基物種上的相關：尖萼厚皮香